# Ascuta australis
Ascuta australis är en spindelart som beskrevs av Forster 1956. Ascuta australis ingår i släktet Ascuta och familjen Orsolobidae. Inga underarter finns listade i Catalogue of Life.